# جوزيبي دي غايتانو
جوزيبي دي غايتانو (بالإيطالية: Giuseppe De Gaetano)‏ هو منافس ألعاب قوى إيطالي، ولد في 4 أكتوبر 1966 في بادوفا في إيطاليا.

## وصلات خارجية
- جوزيبي دي غايتانو على موقع الاتحاد الدولي لألعاب القوى (الإنجليزية)
- جوزيبي دي غايتانو على موقع أوليمبيديا (الإنجليزية)